# Timur Igramutdinowitsch Suleimanow
Timur Igramutdinowitsch Suleimanow (russisch Тимур Играмутдинович Сулейманов; * 17. März 2000 in Derbent) ist ein russischer Fußballspieler.

## Karriere

### Verein
Suleimanow begann seine Karriere bei Lokomotive Moskau. Zur Saison 2019/20 rückte er in den Kader des drittklassigen Farmteams Lokomotive-Kasanka Moskau. Im August 2019 debütierte er für die Profis von Lok in der Premjer-Liga, als er am fünften Spieltag der Saison 2019/20 gegen Ural Jekaterinburg in der 85. Minute für Alexei Mirantschuk eingewechselt wurde. Bis Saisonende kam er zu vier Erstligaeinsätzen, in der COVID-bedingt abgebrochenen dritten Liga absolvierte er für Kasanka 13 Spiele.
Zur Saison 2020/21 wurde Suleimanow an den Zweitligisten FK Nischni Nowgorod verliehen. Während der Leihe kam der Stürmer zu 38 Einsätzen in der Perwenstwo FNL, in denen er neunmal traf. Mit Nischni Nowgorod stieg er zu Saisonende in die Premjer-Liga auf. Nach dem Aufstieg wurde er im Juni 2021 auch fest verpflichtet. Im Oberhaus kam er in der Saison 2021/22 zu 25 Einsätzen für Nischni Nowgorod, in denen er einmal traf. In der Saison 2022/23 erzielte er zehn Tore in 28 Einsätzen.
Nach weiteren sieben Einsätzen zu Beginn der Saison 2023/24 kehrte Suleimanow im September 2023 leihweise zu Lok Moskau zurück.

### Nationalmannschaft
Suleimanow spielte im Februar 2019 einmal im russischen U-19-Team. Zwischen Juli und August 2019 kam er viermal für die U-20-Auswahl zum Einsatz. Im September 2021 debütierte er für die U-21-Mannschaft.